# Шимон Зиморович
Шимон Зиморович (Szymon Zimorowic, 1608 — 21 червня 1629) — польський ліричний поет вірменського походження, представник польського бароко. Молодший брат Бартоломея Зиморовича.

## Життєпис
Походив з роду Зимровичів. Народився 1608 року у Львові (сучасна Україна). Син Станіслава Озимка (Зиморовича), муляра вірменського походження. Здобув домашню освіту. Згодом навчався у Катедральній (соборній) школі. Поступив до служби радців при Львівському магістраті. 1628 року перебирається до Кракова, де навчався в Яґеллонському університеті. Проте 1629 року помер від використання ртуті, якою лікував зараження сифілісом.

## Творчість
Найвідомішим твором є «Роксоланки, тобто Руські панни» 1629 року. Тут відображається бароковий тип ліризму. Твір — цикл пісень, де чергуються хори русинських (українських) юнаків та дівчат. Тут переплітаються елементи пасторалі, совізжальскої (плебейської) лірики і фольклору, чергуються мотиви щастя і прикрості, любові та зради, життя і смерті. 
Завершується цикл сумними висновками про тлінність всього земного. Примарна зміна настроїв, пасторальні пейзажі, легкі півтони і суперечливі почуття — все це проноситься в плавно-мінливому ритмі вправної різноманітності строфіки.